# Rudolf Theodoor Bijleveld (1909-1973)
Rudolf Theodoor Bijleveld (Den Haag, 15 januari 1909 - Hattem, 9 juli 1973) was een Nederlandse burgemeester.
Bijleveld was een zoon van de voorzitter van de Centrale Raad van Beroep Charles Marie Antoine Bijleveld en Wilhelmina Regina del Campo genaamd Camp, en een kleinzoon van de Haagse procureur-generaal Rudolf Theodoor Bijleveld.
Hij werd in 1946 burgemeester van de Drentse gemeente Borger. Tijdens zijn burgemeesterschap hield hij zich onder meer bezig met de arbeidsomstandigheden in de glasindustrie. Over de werkomstandigheden bij een van deze bedrijven, gevestigd in de bij de gemeente Borger behorende, plaats Nieuw-Buinen, publiceerde hij in 1954 een 'onthutsend' rapport, vanwege het alcoholmisbruik tijdens het werk.
In de jaren vijftig van de 20e eeuw kreeg de industrialisatie van de Gronings-Drentse veenkoloniën een nieuwe impuls door de vestiging van een Philipsfabriek in Stadskanaal. Hoe belangrijk die vestiging ook voor de aangrenzende gemeenten was, verwoordde Bijleveld als volgt: Als het ergens regent, drupt het daarnaast nog wel. Daarbij doelde hij op de nieuwe werkgelegenheid die deze vestiging opleverde voor de bewoners van de nabij Stadskanaal gelegen plaats Nieuw-Buinen binnen zijn gemeente.
Bijleveld was van 1959 tot 1972 burgemeester van Hattem.
Hij was lid van de Protestantse Unie, een kleine politieke partij waarvoor hij in 1946 kandidaat stond bij de Tweede Kamerverkiezingen.
Bijleveld trouwde op 8 mei 1941 te Velp met jkvr. Ellegonda Duranda van Holthe tot Echten, dochter van de advocaat en procureur jhr. mr. Anne Willem van Holthe tot Echten (1880-1934) en Elisabeth Johanna barones van der Feltz. Uit dit huwelijk werden vier kinderen geboren, onder wie Anne Willem Bijleveld en Charles Bijleveld.